# Stazione di Tavazzano
Stazione di Tavazzano vasútállomás Olaszországban, Lombardia régióban, Tavazzano con Villavesco településen.

## Vasútvonalak
Az állomást az alábbi vasútvonalak érintik:
- Milánó–Bologna-vasútvonal

## Kapcsolódó állomások
A vasútállomáshoz az alábbi állomások vannak a legközelebb:
- Stazione di San Zenone al Lambro (Milánó–Bologna-vasútvonal)
- Stazione di Lodi (Milánó–Bologna-vasútvonal)
- Stazione di Milano Rogoredo (Milánó–Bologna nagysebességű vasútvonal)